# Люттер (Тюрингія)
Люттер (нім. Lutter) — громада в Німеччині, розташована в землі Тюрингія. Входить до складу району Айхсфельд. Складова частина об'єднання громад Удер.
Площа — 9,85 км2. Населення становить 719 ос. (станом на 31 грудня 2021).